# Pauline zu Waldeck und Pyrmont

Pauline von Waldeck-Pyrmont, spätere Fürstin zu Bentheim-Steinfurt (um 1890)

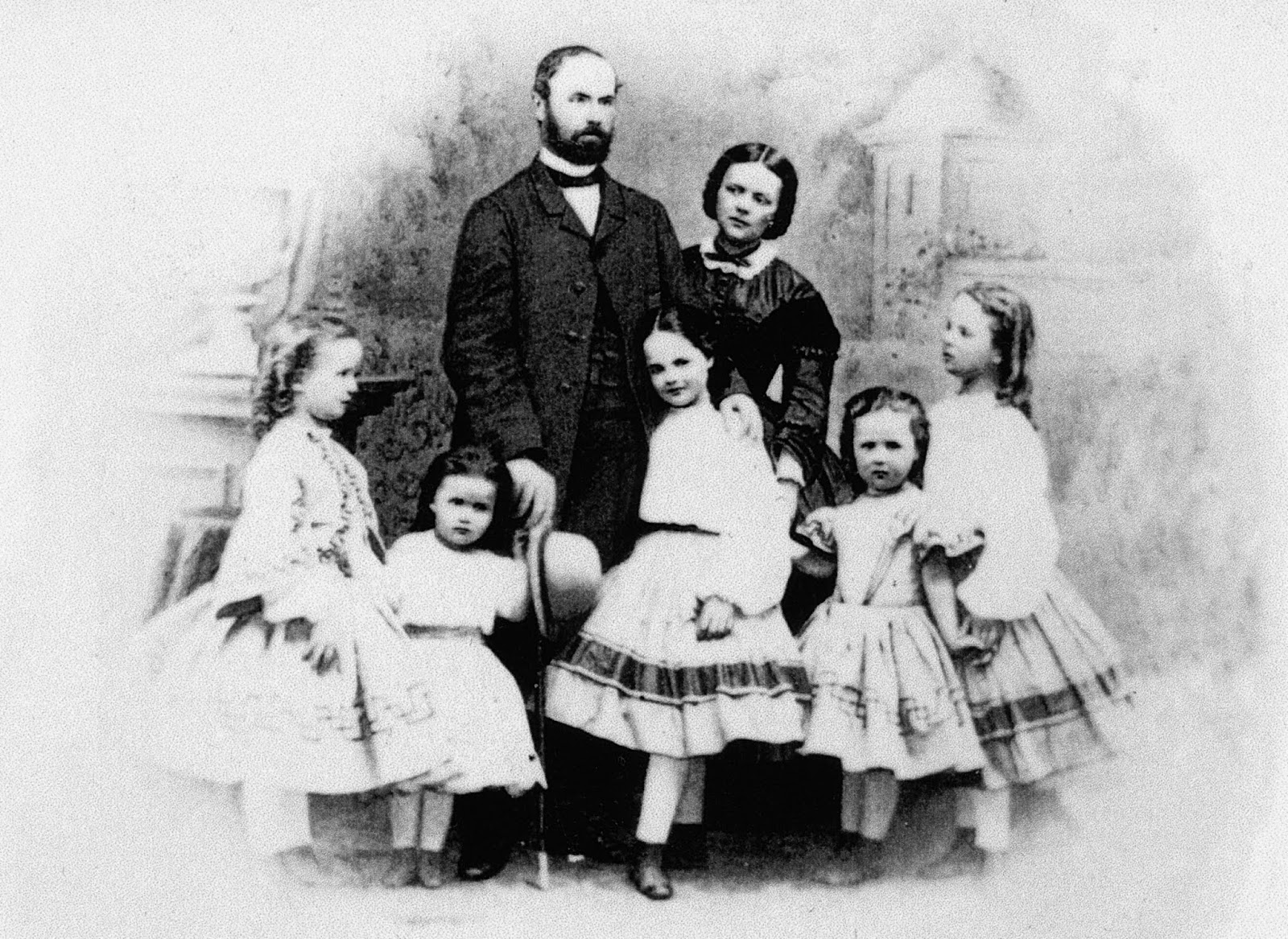
Die Familie von Paulines Eltern: Fürst Georg Viktor und Fürstin Helene von Waldeck-Pyrmont. Davor Pauline inmitten ihrer Schwestern: Marie, Helene, sie selbst, Emma und Sophie, um 1864

Prinzessin Pauline Emma Auguste Hermine zu Waldeck und Pyrmont (* 19. Oktober 1855 in Arolsen; † 3. Juli 1925 in Wittgenstein) war eine Prinzessin aus dem Haus Waldeck und durch Heirat Fürstin zu Bentheim und Steinfurt von 1890 bis 1918.

## Leben
Pauline war die zweite Tochter des Fürsten Georg Viktor zu Waldeck und Pyrmont (1831–1893) und seiner ersten Frau Prinzessin Helene von Nassau (1831–1888), Tochter von Herzog Wilhelm I. und seiner zweiten Frau Prinzessin Pauline von Württemberg.
Paulines Schwester Emma war seit 1879 Königin und ab 1890 bis 1898 Regentin der Niederlande.
Am 7. Mai 1881 heiratete Prinzessin Pauline in Arolsen den Erbprinzen Alexis zu Bentheim und Steinfurt (1845–1919), ältester Sohn des Fürsten Ludwig Wilhelm (1812–1890) und dessen Frau Prinzessin Bertha von Hessen-Philippsthal-Barchfeld (1818–1888). Aus der Ehe gingen acht Kinder hervor:
- Eberwyn (1882–1949)

⚭ 1906–1914 Pauline Langenfeld (1884–1970)
⚭ 1918–1919 Ellen Bischoff-Korthaus (1894–1936)
⚭ 1920 Anne-Louise Husser (1891–1951)
- Viktor Adolf (1883–1961), Fürst zu Bentheim und Steinfurt

⚭ 1921 Prinzessin Stephanie zu Schaumburg-Lippe (1899–1925)
⚭ 1931 Prinzessin Rosa Helene zu Solms-Hohensolms-Lich (1901–1963)
- Karl Georg (1884–1951) ⚭ 1914 Prinzessin Margarete von Schoenaich-Carolath (1888–1980)
- Elisabeth (1886–1959)
- Victoria (1887–1961)
- Emma (1889–1905)
- Alexis Rainer (1891–1923)
- Friedrich (1894–1981) ⚭ 1934 Louise von Gülich (1893–1949)